# هوش مصنوعی در صنایع سنگین

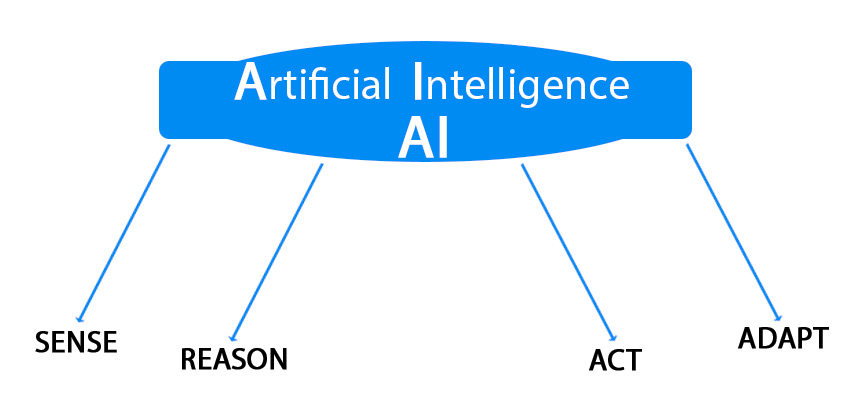
اهداف هوش مصنوعی: یک ماشین یادگیری که می تواند تکامل یابد و تصمیمات خود را بگیرد.

هوش مصنوعی در اصطلاح مدرن به طور کلی به سیستم‌های کامپیوتری اطلاق می‌شود که عملکردهای شناختی انسان را تقلید می‌کنند. این شامل یادگیری مستقل و حل مسئله است . در حالی که این نوع هوش جامع مصنوعی هنوز به دست نیامده است، اکثر پروژه‌های هوش مصنوعی معاصر در حال حاضر به عنوان انواع الگوریتم‌های یادگیری ماشینی بهتر شناخته می‌شوند که می‌توانند با داده‌های موجود برای درک، طبقه‌بندی و تطبیق مجموعه‌هایی از داده‌ها بدون نیاز به برنامه نویسی صریح ادغام شوند. 
سیستم‌های مبتنی بر هوش مصنوعی می‌توانند الگوها، روندها و ناکارآمدی‌ها را کشف کنند و نتایج آینده را بر اساس روندهای قبلی پیش‌بینی کنند، که در نهایت تصمیم‌گیری آگاهانه را ممکن می‌سازد.
به این ترتیب، آنها به طور بالقوه برای بسیاری از صنایع، به ویژه صنایع سنگین، سودمند هستند.
در حالی که کاربرد هوش مصنوعی در صنایع سنگین هنوز در مراحل اولیه خود است، برنامه‌های کاربردی احتمالاً شامل بهینه‌سازی مدیریت دارایی، عملکرد عملیاتی و همچنین شناسایی کارایی و کاهش زمان خرابی می‌شود.

## مزایای بالقوه
ماشین‌های مبتنی بر هوش مصنوعی فرآیند تولید آسان‌تر را به همراه مزایای بسیاری در هر مرحله جدید از پیشرفت تضمین می‌کنند. فناوری پتانسیل جدیدی برای خودکارسازی وظایف ایجاد می کند و در عین حال هوش تعامل انسان و ماشین را افزایش می دهد. برخی از مزایای هوش مصنوعی عبارتند از: خودکارسازی هدایت شده، تولید 24 ساعته، محیط های عملیاتی امن تر و کاهش هزینه های عملیاتی.

### خودکارسازی هدایت شده
هوش مصنوعی و ربات‌ها می‌توانند اقدامات را به طور مکرر و بدون هیچ خطایی انجام دهند و با ساخت راه‌حل‌های خودکار، مدل‌های تولید شایسته‌تری طراحی کنند. آنها همچنین قادر به حذف خطاهای انسانی و ارائه سطوح بالاتری از تضمین کیفیت به تنهایی هستند.

### تولید 24 ساعته
در حالی که انسان ها باید به صورت شیفتی کار کنند تا خواب و زمان غذا را در نظر بگیرند، ربات ها می توانند خط تولید را به طور مداوم در حال کار نگه دارند. کسب‌وکارها می‌توانند قابلیت‌های تولید خود را گسترش دهند و به دلیل افزایش تولید از این عملکرد کاری شبانه‌روزی، به تقاضاهای بالاتر برای محصولات مشتریان جهانی پاسخ دهند.

### محیط عملیاتی امن تر
هوش مصنوعی بیشتر به این معنی است که کارگران انسانی کمتری کارهای خطرناک و سخت را انجام دهند. از نظر منطقی، با تعداد کمتری از انسان‌ها و بیشتر ربات‌هایی که فعالیت‌های مرتبط با خطر را انجام می‌دهند، تعداد حوادث محل کار باید به طور چشمگیری کاهش یابد. همچنین فرصت عالی ای برای اکتشاف فراهم می کند زیرا شرکت ها مجبور نیستند جان انسان ها را به خطر بیندازند.

### هزینه های عملیاتی فشرده
با در دست گرفتن فعالیت های روزانه توسط هوش مصنوعی، یک کسب و کار هزینه های عملیاتی بسیار کمتری خواهد داشت.  به جای استخدام انسان برای کار در هر شیفت، آنها به سادگی می توانند روی هوش مصنوعی سرمایه گذاری کنند. تنها هزینه متحمل شده مربوط به تعمیر و نگهداری پس از خرید و راه اندازی ماشین آلات خواهد بود.

### اثرات زیست محیطی
خودروهای خودران به طور بالقوه برای محیط زیست مفید هستند.  آنها می توانند برای پیمایش کارآمدترین مسیر و کاهش زمان بیکاری برنامه ریزی شوند که می تواند منجر به مصرف سوخت فسیلی و انتشار گازهای گلخانه ای (GHG) کمتر  شود.  همین امر را می توان در مورد ماشین آلات سنگین مورد استفاده در صنایع سنگین نیز گفت. هوش مصنوعی می‌تواند با دقت دنباله‌ای از رویه‌ها را به طور مکرر دنبال کند، در حالی که انسان‌ها مستعد خطاهای گاه به گاه هستند.

### مزایای اضافی هوش مصنوعی
هوش مصنوعی و اتوماسیون صنعتی در طول سال ها پیشرفت قابل توجهی داشته اند. بسیاری از تکنیک ها و نوآوری های جدید مانند پیشرفت در حسگرها و افزایش قابلیت های محاسباتی تکامل یافتهاست. هوش مصنوعی به ماشین‌ها در جمع‌آوری و استخراج داده ها، شناسایی الگوها ، سازگاری با روندهای جدید از طریق هوش ماشینی، یادگیری و تشخیص گفتار کمک می‌کند.  همچنین به اتخاذ تصمیمات سریع مبتنی بر داده، پیشبرد اثربخشی فرآیند، به حداقل رساندن هزینه های عملیاتی، تسهیل توسعه محصول و امکان مقیاس پذیری گسترده کمک می کند. 

## معایب بالقوه

### هزینه بالا
اگرچه هزینه در چند سال گذشته در حال کاهش بوده است، اما هزینه‌های توسعه فردی هنوز می‌تواند تا سیصد هزاردلار برای هوش مصنوعی پایه باشد.  کسب‌وکارهای کوچک با سرمایه کم ممکن است در ایجاد وجوه لازم برای استفاده از هوش مصنوعی مشکل داشته باشند.  برای شرکت‌های بزرگ‌تر، بسته به میزان مشارکت هوش مصنوعی در این فرآیند، قیمت هوش مصنوعی ممکن است بالاتر باشد.  به دلیل هزینه‌های بالاتر، امکان‌سنجی استفاده از هوش مصنوعی برای بسیاری از شرکت‌ها به چالش تبدیل می‌شود. با این وجود، هزینه استفاده از هوش مصنوعی می‌تواند برای شرکت‌ها با ظهور نرم‌افزار هوش مصنوعی متن باز ارزان‌تر باشد.

### کاهش فرصت های شغلی
فرصت های شغلی با ظهور هوش مصنوعی رشد خواهند کرد. با این حال، ممکن است برخی از مشاغل از بین بروند زیرا هوش مصنوعی جایگزین آنها خواهد شد. هر شغلی که شامل کارهای تکراری باشد در خطر جایگزینی است.  در سال 2017، گارتنر پیش بینی کرد که پانصدهزار شغل به دلیل هوش مصنوعی ایجاد می شود، اما همچنین پیش بینی کرد که تا نهصد هزار شغل به دلیل آن از بین می رود.  این ارقام تنها برای مشاغل ایالات متحده صادق است. 

### تصمیم گیری مبتنی بر هوش مصنوعی
هوش مصنوعی فقط به اندازه افرادی که مسئول برنامه نویسی اولیه آن هستند باهوش است.  در سال 2014، یک موقعیت تیراندازی فعال باعث شد تا مردم با اوبر تماس بگیرند تا از تیراندازی و منطقه اطراف آن فرار کنند.  الگوریتم مورد استفاده اوبر به جای تشخیص این وضعیت به عنوان یک وضعیت خطرناک، شاهد افزایش تقاضا و افزایش قیمت بود.  این نوع شرایط می تواند در صنایع سنگین خطرناک باشد، جایی که یک اشتباه می تواند به قیمت جان انسان ها یا آسیب وارد شود.

### اثرات زیست محیطی
تنها 20 درصد از زباله های الکترونیکی در سال 2016 بازیافت شد، علیرغم اینکه 67 کشور قوانین مربوط به زباله های الکترونیکی را تصویب کردند.  زباله های الکترونیکی انتظار می رود در سال 2021 به 52.2 میلیون تن برسند.  ساخت دستگاه‌های دیجیتال و سایر لوازم الکترونیکی با توسعه هوش مصنوعی همراه اند که می‌توانند به محیط زیست آسیب برسانند. در سپتامبر 2015، شرکت خودروسازی آلمانی فولکس واگن شاهد یک رسوایی بین المللی بود.  نرم افزار موجود در خودروها هنگام انجام آزمایش نمونه، کنترل انتشار گازهای اکسید نیتروژن (گازهای NOx ) را به اشتباه فعال کرد.  هنگامی که خودروها در جاده بودند، کنترل های آلایندگی غیرفعال شد و انتشار NOx تا 40 برابر افزایش یافت.  گازهای NOx مضر هستند زیرا باعث مشکلات سلامتی قابل توجهی از جمله مشکلات تنفسی و آسم  می شوند.  اغلب مطالعات نشان داده است که انتشار گازهای گلخانه ای اضافی می تواند باعث بیش از 1200 مرگ زودرس در اروپا شود و منجر به کاهش بهره وری به ارزش 2.4 میلیون دلار شود.
هوش مصنوعی آموزش دیده برای عمل بر روی متغیرهای محیطی ممکن است الگوریتم های اشتباهی داشته باشد که می تواند منجر به اثرات بالقوه منفی بر روی محیط شود.  الگوریتم‌هایی که بر روی داده‌های سوگیری شده آموزش داده شده‌اند، نتایج مغرضانه‌ای تولید خواهند کرد.  سیستم پشتیبانی تصمیم قضایی COMPAS یکی از این نمونه‌ها از داده‌های جانبدارانه است که نتایج ناعادلانه تولید می‌کند.  وقتی ماشین‌ها توانایی یادگیری و تصمیم‌گیری را توسعه می‌دهند که توسط برنامه‌نویس کدگذاری نشده است، ردیابی و دیدن اشتباهات دشوار است.  به این ترتیب، مدیریت و بررسی فرآیندهای مبتنی بر هوش مصنوعی ضروری است.

## اثرات هوش مصنوعی در صنعت تولید
Landing.ai، استارت آپی که توسط Andrew Ng تشکیل شد، ابزارهای بینایی ماشینی را توسعه داد که عیوب میکروسکوپی محصولات را با وضوح بسیار فراتر از دید انسان تشخیص می دهند. ابزارهای بینایی ماشین از یک الگوریتم یادگیری ماشینی استفاده می کنندکه روی حجم های کوچکی از تصاویر نمونه آزمایش شده است. کامپیوتر نه تنها خطاها را می بیند بلکه اطلاعات را پردازش می کند و از آنچه مشاهده می کند یاد می گیرد. 
در سال 2014، چین ، ژاپن ، ایالات متحده ، جمهوری کره و آلمان با همدیگر 70 درصد از کل حجم فروش روبات ها را به خود اختصاص دادند. در صنعت خودروسازی، بخشی با درجه بالایی از خودکارسازی، ژاپن با 1414 در هر ده هزار کارمند دارای بالاترین تراکم ربات های صنعتی در جهان است. 
طراحی مولد فرآیند جدیدی است که از هوش مصنوعی به وجود آمده است.  طراحان یا مهندسان اهداف طراحی (و همچنین پارامترهای مواد، روش های ساخت و محدودیت های هزینه) را در نرم افزار طراحی مولد مشخص می کنند.  این نرم افزار همه جایگشت های بالقوه را برای یک راه حل عملی بررسی می کند و جایگزین های طراحی را تولید می کند.  این نرم افزار همچنین از یادگیری ماشین برای آزمایش و یادگیری از هر تکرار استفاده می کند تا آزمایش کند که کدام تکرار کار می کند و کدام تکرار ناموفق است. گفته می شود که به طور موثر پنجاه هزار کامپیوتر [در فضای ابری] را برای یک ساعت اجاره می کنند. 
هوش مصنوعی به تدریج در دنیای مدرن به طور گسترده پذیرفته شده است. دستیارهای شخصی هوش مصنوعی، مانند سیری یا الکسا ، از سال 2003 برای مقاصد نظامی وجود داشته اند. 